# Leiocassis collinus
Leiocassis collinus is een straalvinnige vissensoort uit de familie van de stekelmeervallen (Bagridae). De wetenschappelijke naam van de soort is voor het eerst geldig gepubliceerd in 2006 door Ng & Lim.